# 独孤修徳
独孤 修徳（どっこ しゅうとく、生没年不詳）は、中国隋末唐初の人物。曾祖父は独孤信。祖父は独孤蔵。父は独孤機。『旧唐書』では独孤修と記される。

## 生涯
王世充が隋の恭帝侗を廃して鄭の皇帝を称すると、独孤機は、密かに唐に降伏しようとしたが、これが王世充に露見すると、王世充に殺害された。
独孤修徳は、唐に帰服し、官位は定州刺史に至った。
武徳4年（621年）、秦王李世民が鄭を滅ぼすと、王世充は、投降して長安に押送され、蜀への流罪とされた。王世充は、雍州光徳坊の廨舎（役所の建物）に所在していたところ、独孤修徳は、兄弟と密かに謀り、廨舎に赴き、詔書が発せられたと偽って王世充を呼び出した。王世充が兄の王世惲とともに出て来たところを、父の敵討ちであるとして独孤修徳らが殺害した。唐の高祖李淵は、詔書を発し、独孤修徳の官位を罷免した。王世充のその他の兄弟やその子らは、謀反のかどで誅殺された。
独孤修徳の官位は同州刺史に至り、滕国公に封ぜられた。

## 参考資料
- 『資治通鑑』巻189「唐紀五」
- 『旧唐書』巻54列伝第四「王世充伝」
- 『新唐書』巻85列伝第十「王世充伝」